# CRY1
A CRY1 a Cryptophyta egy 2024-ig tenyésztetlen plasztisz nélküli környezeti taxonja ideiglenes neve.

## Történet
Mivel a legtöbb Cryptophyta-faj foto- vagy mixotróf, a CRY1 kládot és más heterotróf, potenciálisan bakterivor kládokat nagyrészt figyelmen kívül hagyták, azonban más, nem a CRY1-hez tartozó, de a CryptB általános Cryptophyta-teszt által célzott sejtek száma igen magas, 70%-os relatív gyakoriságuk és magas sejtspecifikus felvételi sebességük alapján további bakterivor kládjai lehetnek.
Első környezeti fajait 2008-ban fedezték fel Shalchian-Tabrizi et al.
Első ténylegesen, vagyis nem csak környezeti DNS-ből felfedezett faja a Hemiarma marina, melyet Shiratori et al. fedeztek fel 2016-ban.

## Élőhely
Előfordul az epi-, a meta- és a hipolimnionban. Leggyakoribb (1600 sejt/ml) az epi-, ritkább (1100 sejt/ml) a meta-, legritkább (<600 sejt/ml) a hipolimnionban. Édesvíziek.
Az egyik leggyakoribb bakterivor ostorosok.

## Életmód
A Cryptophyta sok tagjával ellentétben plasztisz nélküli fagotróf bakterivor fajok tartoznak ide. Növekedését jelentősen stimulálja egy Limnohabitans-faj Rim11 törzse.

## Morfológia
A Cryptophyceae taxonhoz hasonló jellemzői például a lapos mitokondriális cristák, a sejtfedő periplaszt és a két egymásra tekert szalagból álló ejektoszómák.

## Mozgás
A Hemiarma marina helyváltoztató mozgása ugró mozgás, ezenkívül nagyon gyorsan foroghat.:S1, S2

## Filogenetika
Tagjai bazális helyzetűek a Cryptophyceae csoporthoz képest, de a bakterivor Cryptista-fajoknak koronacsoportját alkotják. Feltehetően a plasztisszal rendelkező csoport testvércsoportja.
Monofiletikus csoport, mely az amplikonszekvenálási adatokban kevésbé van jelen, mint azonos minták FISH-adataiban.

## Genomika
Cry1-652 teszttel szinte csak a CRY1-be tartozó élőlények mutathatók ki, de azok nagy része kimutatható.
CARD-FISH és környezetiszekvencia-elemzések alapján a plasztisz nélküli bakterivor Cryptophyta-fajok, például a CRY1-fajok is, számos trofikus állapotú tóban megélnek.

## Jelentőség
A bakterivor Cryptophyta-fajok fontosak a szerves anyagok magasabb trofikus szintekbe való juttatásához.